# شانتيي دو لاتلونتيك

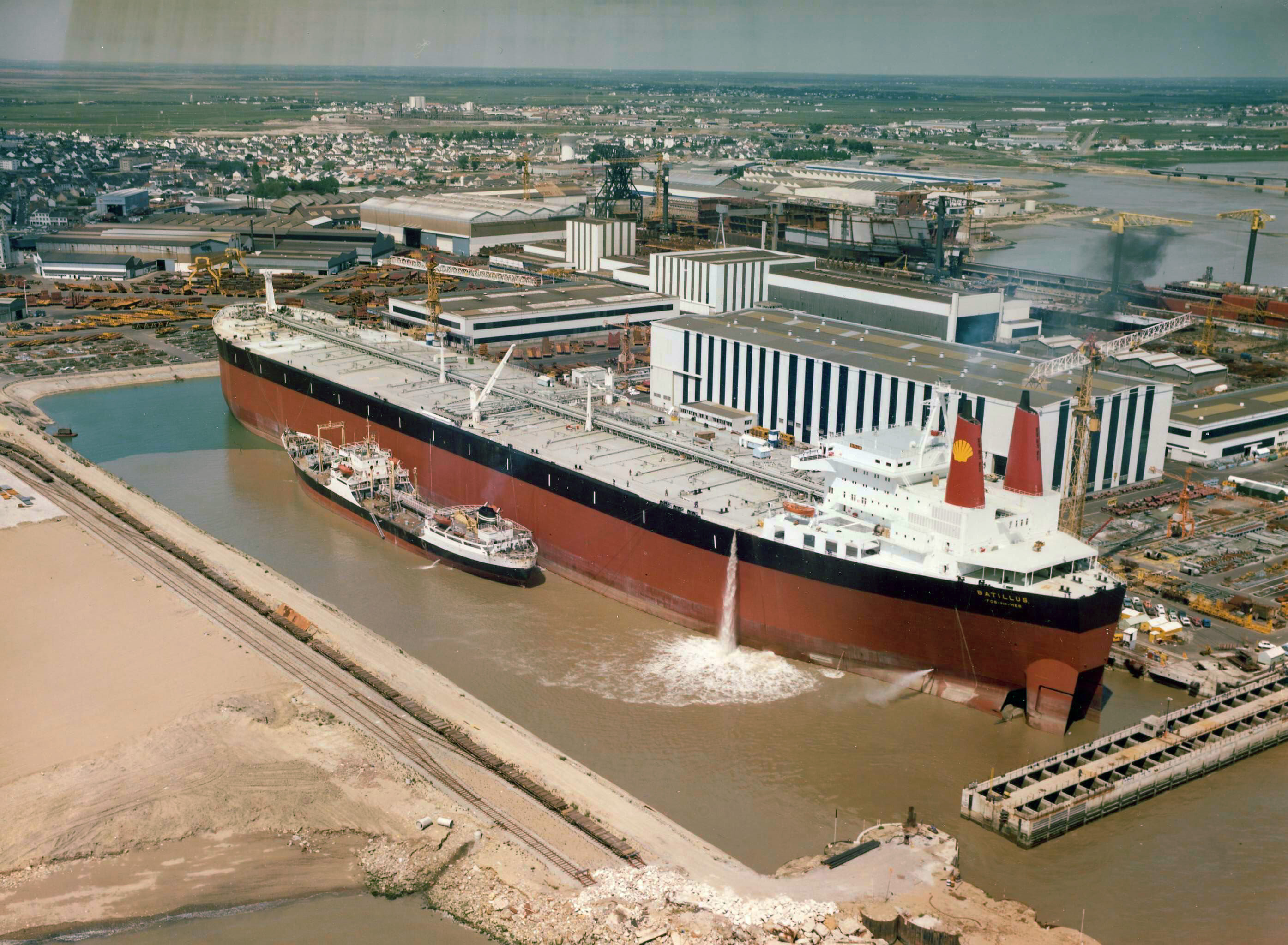
ناقلة النفط بنهاية عملية بنائها في سانت نازار، وهي تتزود بالوقود

شانتيي دو لاتلونتيك (بالفرنسية Chantiers de l'Atlantique) هو أحد أحواض بناء السفن الفرنسية ويقع في سانت نازار بفرنسا.تعود ملكية الحوض لأستوم في 1984 وفي عام 2006 أصبح جزء من أكار يارد عندما حصلت مجموعة أكار على شركة ألستوم. في عام 2008، حصلت الشركة الكورية أس تي أكس على أكار يارد وأصبح الحوض جزء من مجموعة أس تي أكس أوروبا (بالإنجليزية: STX Europe)‏. وتم تأميمه في يونيو 2017 من قبل الحكومة الفرنسية. يعتبر أحد أكبر أحواض بناء السفن في العالم حيث يبني مجموعة متنوعة من سفن التجارية والنقل والبحرية عموما.
يقع الحوض بالقرب من نانت، فرنسا في خليج نهر لوار عند المحيط الأطلسي حيث تكون مياهه العميقة مناسبة لإبحار السفن إلى داخل وخارج الحوض.

## سفن بنيت بالحوض
من السفن التي بنيت بالحوض :
- عدة طرادات من طراز سان سوسي.
- اس اس فرانس، أطلقت سنة 1961، أطول سفينة ركاب حينها.
- اس اس نورماندي، أدخلت الخدمة في 1935، أكبر سفينة في العالم حتى ار ام اس كوين اليزابث.
- ار ام اس كوين ماري 2, استكملت في 2003، أكبر سفينة ركاب في العالم حتى 2006.
- جي تي اس ميلينيوم، بنيت سنة 2000 مملوكة لسيلابرتي كرويز.